# Tafoughalt
Tafoughalt  (in arabo تافوغالت‎?) è un centro abitato e comune rurale del Marocco situato nella provincia di Berkane, regione di Regione Orientale. Conta una popolazione di 2 735 abitanti (censimento 2014).